# Micro-région de Siófok
La micro-région de Siófok (en hongrois : siófoki kistérség) est une micro-région statistique hongroise rassemblant plusieurs localités autour de Siófok.